# 虚偽の放水
虚偽の放水（きょぎのほうすい、英語: firehose of falsehood）または放水（firehosing）としても知られるものとは、真実や一貫性を無視して、大量のメッセージを複数のチャンネル（ニュースやソーシャルメディアなど）を通じて迅速、反復的、継続的に放送するプロパガンダ技術である。ソビエトのプロパガンダ技術から派生したもので、虚偽の放水はロシア大統領ウラジーミル・プーチン下のロシアのプロパガンダの現代モデルである。
ロシア政府は2008年のグルジアに対する攻撃とクリミア併合による2014年に始まったウクライナとの戦争の間にこの技術を使用し、2021年のロシアによるウクライナ侵攻の前兆においてもそれを継続して使用した。また、2016年のアメリカ合衆国大統領選挙への干渉の一環としてもこれを使用し続けた。これは主に、コミュニケーション戦略の重要な部分として誤解を招く発言や嘘を行ってきたドナルド・トランプによるロシアの虚偽の繰り返しによって大きく助長された。他の国々の政治家、政府、運動もそれ以来同じ戦術の使用を採用している。
対抗することは困難であるが、ジャーマン・マーシャル・ファンド、ランド研究所、および軍事戦略家は、虚偽の放水に対応するための技術を説明しており、一般的に良質な情報で先手を打ち、戦略的に誤情報を削減または除去し、デジタルリテラシーを教えることが含まれる。

## 特徴
ランド研究所は2016年に「虚偽の放水」という名前を作り出し、ロシアのプロパガンダで観察された、非常に多数のコミュニケーションと真実の無視を組み合わせた技術を説明した。部分的に、インターネットの出現と人々がニュース情報を消費する方法の変化によって可能になった、はるかに多くのメッセージとチャネルによって、冷戦中に使用されていた古いソビエトのプロパガンダ技術とは区別される。
『政治科学フロンティアズ』で発表された研究によると：
指導者が虚偽の放水を採用すると、市民は皮肉主義と真実が根本的に知り得ないという信念に引きこもる。真実が知り得ないならば、合意された事実がないため、理性的な議論は無意味である。...合意された事実がないため理性的な民主的言説が不可能な場合、残されているのは生の権力の政治的行使だけである。
虚偽の放水の使用は、「認識論的および実存的不確実性が保守的および権威主義的信念の採用を動機付けることを示す政治心理学研究と一致する」ことが示されている。
虚偽の放水技術の直接的な目的は、視聴者を楽しませ、混乱させ、圧倒し、ファクトチェックや正確な報道に対する無関心や反対を生み出すことであり、それによりプロパガンダがより優れた情報源よりも迅速に公衆に届けられるようにすることである。このアプローチの成功は、コミュニケーションは真実で信頼性があり、矛盾がない場合により説得力があるという従来の常識を無視している。
ランド研究所によると、虚偽の放水モデルには4つの特徴的な要因がある：
1. 高ボリュームでマルチチャンネルである。
2. 迅速、継続的、そして反復的である。
3. 客観的現実への関与が欠如している。
4. 一貫性への関与が欠如している[10]。

メッセージの大量性、複数のチャンネルの使用、およびインターネットボットや偽アカウントの使用は、人々が複数の情報源によって報告されたと思われる場合、ストーリーを信じる可能性が高いため効果的である。例えば、認識可能なロシアのニュースソースであるロシア・トゥデイに加えて、ロシアはロシア・トゥデイとの接続が「偽装または軽視」されている数十のプロキシウェブサイトを使用してプロパガンダを拡散している。また、人々は多くの他者がそれを信じていると思う場合、特にそれらの他者が自分が同一視するグループに属している場合、ストーリーを信じる可能性も高い。したがって、工作員グループは、その人の近隣の大多数が特定の見解を支持しているという誤った印象を作り出すことによって、人の意見に影響を与えることができる。

## キャンペーン
ロシア政府は、少なくとも2008年のロシア・グルジア戦争の時点で「虚偽の放水」を使用していた。クリミア併合やロシアによるウクライナ侵攻の前兆を含むウクライナとの戦争でもそれを使い続けている。また、「近い外国」の他のNIS諸国とリトアニア、ラトビア、およびエストニアの3つのバルト三国を標的としたロシアのキャンペーンも存在した。ファイアホージングはまた、2016年のアメリカ合衆国選挙への干渉の一環として、西ヨーロッパとアメリカを標的としたロシアの偽情報キャンペーンの特徴でもあった。2019年には、『ニューヨーク・タイムズ』の科学ライターウィリアム・J・ブロードによると、プーチンがロシアで5Gネットワークの開始を命じていたにもかかわらず、プロパガンダネットワークRTアメリカは5G電話が健康に危険であることをアメリカ人に確信させる「虚偽の放水」キャンペーンを開始した。
作家で元軍事情報将校のジョン・ロフタスによると、イランはサウジアラビア、アメリカ合衆国、およびイスラエルに対する憎悪を扇動するために同様の方法を使用してきた。彼は、ロシアに起因する一部の偽ニュースは、実際にはイランによって西側のプレスに植え付けられたものだと主張している。インドネシアの2019年大統領選挙中に、現職のジョコ・ウィドドは、プラボウォ・スビアントの選挙チームが外国人コンサルタントの援助を受けて憎悪に満ちたプロパガンダを拡散していると非難し、「ロシアのプロパガンダ」と「虚偽の放水」モデルを引用した。
『マザー・ジョーンズ誌』の編集者モニカ・バウアーラインによると、放水技術はアメリカの政治家によってますますプレスに対して使用されている。彼女は読者に、いくつかの関連する戦術の使用の増加を予期するよう警告している：訴訟の脅威、「フェイクニュース」の否定、および人身攻撃である。
複数の出版物がドナルド・トランプのコミュニケーション戦略を虚偽の放水として特徴づけている。彼の2024年6月27日、CNNが放送した討論会での放水技術の使用は、トランプのパフォーマンスをギッシュ・ギャロッピングとラベル付けしたヘザー・コックス・リチャードソン や同様の分析を提供したダン・フルームキンなどのアナリストによって指摘された。この技術はまた、例えば反ワクチン運動によって、ワクチン接種の想定される危険性に関する論破された理論を広めるために活動家によっても使用されてきた。サイバーセキュリティ企業レコーデッド・フューチャーによると、この技術は中国政府によって、BBCが中国でのウイグル人迫害について報道したことへの対応として、BBCの信頼性を損なう試みに使用されている。

## 対策
従来の対プロパガンダの取り組みはこの技術に対して効果がない。ランド研究所の研究者が述べたように、「虚偽の放水を真実の水鉄砲で対抗できると期待してはならない」。彼らは次のことを提案している：
- 対抗情報を繰り返す
- 偽の「事実」が除去されたときに作成されるギャップを埋めるための代替ストーリーを提供する
- プロパガンダについて人々に前もって警告し、プロパガンダがどのように世論を操作するかを強調する
- プロパガンダそのものではなく、プロパガンダの効果に対抗する；例えば、大義への支援を損なうプロパガンダに対抗するために、プロパガンダを直接反駁するのではなく、その大義に対する支援を強化するために働く
- インターネットサービスプロバイダやソーシャルメディアサービスの助けを求め、電子戦やサイバースペース作戦を実施することでフローをオフにする[10]

ジャーマン・マーシャル・ファンドの研究者らは、とりわけ、オリジナルの虚偽の主張を繰り返したり増幅したりしないように注意することを提案している；虚偽の話を繰り返すことは、それを反駁するためであっても、人々がそれを信じる可能性を高める。セキュリティ専門家のブルース・シュナイアーは、8ステップの情報作戦キルチェーンの一部としてデジタルリテラシーを教えることを推奨している。「How We Win the Competition for Influence」（2019年）の中で、軍事戦略家のウィルソン・C・ブライスとルーク・T・カルホーンは一貫したメッセージングの重要性を強調している。彼らは情報作戦を敵を標的にして望ましい結果を達成するために軍隊によって使用される他の武器と比較している：「情報環境は今日の戦場の本質的な部分である」。
偽情報と戦う別の方法は、出来事が展開するにつれて迅速に対応し、最初にストーリーを伝えることである。この例は2018年2月に起こった。シリアの政権支持勢力がハシャム近くのシリア民主軍への砲撃を開始し、連合軍が自衛で対応した。統合共同任務部隊-固有の決意作戦（CJTF-OIR）はすぐに「シリア政権支持勢力による挑発のない攻撃が連合軍の防衛的な攻撃を促す」というニュースリリースを発表した。このニュースに対応して、世界中の記者がCJTF-OIRに質問を殺到させ、これにより、ロシアのニュース機関が2017年に行ったようにストーリーをスピンする前に、CJTF-OIRが事実を確立することができた。
シリア内戦への関与の一環として、ロシアの国営メディアは2017年11月に、連合軍が意図的にイスラム国の戦闘員がシリアのアブ・カマルから逃げることを許可していると主張する多くの物語を公開した。これらの物語には、後にビデオゲームからのスクリーンキャプチャであることが判明した所謂「衛星画像」が含まれていた。